# مکس شووالتر
مکس شووالتر (انگلیسی: Max Showalter؛ ۲ ژوئن ۱۹۱۷ – ۳۰ ژوئیهٔ ۲۰۰۰) یک هنرپیشه اهل ایالات متحده آمریکا بود.
از فیلم‌ها یا برنامه‌های تلویزیونی که وی در آن نقش داشته است می‌توان به ۱۰، تابستان و دود، نوارهای اندرسون، المر گنتری، نیاگارا، افتخار دیگر ارزشی ندارد، گروه کلوپ بی‌کسان گروهبان فلفل، هرگز نگو خداحافظ، با یک ترانه در قلب من اشاره کرد.